# Byron Wesley
Byron Wesley Jr (ur. 26 grudnia 1992 w Monterey) – amerykański koszykarz, występujący na pozycjach rzucającego obrońcy oraz niskiego skrzydłowego, obecnie zawodnik KTP Basket.
5 grudnia 2016 został zawodnikiem MKS-u Dąbrowy Górniczej. 5 października 2018 został zawodnikiem Spójni Stargard. 3 listopada opuścił klub. 7 listopada powrócił do izraelskiego klubu Hapoel Kfar Saba na sezon 2018-19.

## Osiągnięcia
Stan na 23 stycznia 2020, na podstawie, o ile nie zaznaczono inaczej.
NCAA
- Uczestnik rozgrywek Elite Eight turnieju NCAA (2015)
- Mistrz:
  - turnieju konferencji West Coast (WCC – 2015)
  - sezonu regularnego WCC (2015)
- Zaliczony do II składu konferencji WCC (2015)

Drużynowe
- Mistrz NBA D-League (2016)